# Daehwi
Lee Dae-hwi (em coreano: 이대휘, nascido em 29 de janeiro de 2001) também conhecido como Daehwi (em coreano: 대휘), é um cantor, compositor e apresentador sul-coreano. Ele é membro do boy group sul-coreano AB6IX e é conhecido por sua participação no reality show Produce 101 Season 2, onde terminou em terceiro lugar no geral e se tornou membro do boy group Wanna One, que lançou várias paradas - superando álbuns e singles de 2017 a 2019. Ele lançou a música "Candle" com Park Woo-jin, que alcançou o número 60 no Gaon Single Chart. Além de cantar e escrever músicas para vários artistas, foi convidado e tornou-se o apresentador permanente do programa de variedades de longa data M Countdown.

## Infância e educação
Lee Dae-hwi nasceu em Seul, na Coreia do Sul. Viveu em Osaka, Japão por dois anos e Los Angeles, Estados Unidos por seis anos.  Ele começou seu caminho como Ídolo depois de passar na Audição Global da JYP Entertainment nos Estados Unidos para começar sua vida de trainee na Coreia do Sul em 2015. Por volta do final de 2016, foi admitido na Brand New Music por meio de audição. É formado no Departamento de Artes Cênicas da Escola de Artes Cénicas de Seul.

## Carreira

### Pré-estreia:Produce 101
Em 2017, Lee participou do Produce 101 Season 2, um reality show transmitido pela Mnet que produz uma boy band de um grupo de 101 participantes. Lee se tornou o primeiro artista central da música tema promocional do programa, "Pick Me". Ele participou do programa juntamente com os trainees da Brand New Music Park Woo-jin, Im Young-min e Kim Dong-hyun. No final, ele terminou em terceiro lugar com 1.102.005 votos, assegurando-lhe um lugar como membro da boy band chamada Wanna One.

### 2017–2019: Wanna One, hospedagem de convidados
O Wanna One debutou no "Wanna One Premier Show-Con" em 7 de agosto de 2017, no Gocheok Sky Dome com o mini-álbum 1 × 1 = 1 (To Be One) . Ele passou a representar o grupo em várias apresentações em programas de variedades como "Saturday Night Live Korea", "Wednesday Food Talk", "Amazing Saturday", Produce 48, "Visiting Tutor" e King of Masked Singer.
Ele também continuou a promover com Wanna One, incluindo como parte da sub-unit de Wanna One chamada "The Heal", como uma dupla com o membro Ong Seong-wu. Ele participou como letrista da música da unidade, "Sandglass", produzida por Heize . O grupo (Wanna One) se desfez em janeiro de 2019.
Em 2018, Lee esteve envolvido em várias atividades solo importantes como mestre de cerimônias. Ele fazia parte do grupo global MC no M Countdown, um programa de música da Mnet. Ele também participou como mestre de cerimônias em programas de música como Inkigayo, M Countdown na Tailândia e o festival de música KCON 2017–2018 durante suas paradas em Los Angeles, Austrália, Japão, Nova York, e Tailândia.
Lee também compôs e produziu músicas para os shows do Produce 101. Durante a primeira avaliação do programa Produce 101 Season 2, ele apresentou sua própria música composta, intitulada "Hollywood". Após sua estréia em Wanna One, Lee havia lançado ativamente suas próprias músicas sob sua gravadora Brand New Music. Sua primeira música lançada sob a gravadora foi "Good Day", que foi incluída no primeiro single digital do MXM.
Em 2018, Lee participou do programa de competição Produce 48 da Mnet como um dos produtores das músicas do conceito, intitulado "See You Again". Suas outras músicas compostas para seus colegas de gravadora incluem "Remember Me", de Kang Min-hee, "Wish You Love Me" e "Dawn", que foram incluídas no primeiro álbum do MXM "More Than Ever" .

### 2019 – presente: Música solo e debut no AB6IX
Em janeiro de 2019, Lee colaborou com o colega de gravadora Park Woo-jin e lançou um single intitulado "Candle".  A música alcançou o número 60 no Gaon Single Chart . Daehwi também se juntou à boy band da Brand New Music chamada AB6IX, que debutou em maio.
Lee escreveu a música "Slow" para o álbum de estreia de Yoon Ji-sung chamado "Aside", a música "Young20" de Park Ji-hoon, e a música "Airplane" do segundo mini-álbum do girl group IZ*ONE, intitulada "Heart.*Iz" .
Em abril de 2019, ele e Han Hyun-min se tornaram co-anfitriões oficiais permanentes no M Countdown .
Lee deve estrear como o protagonista masculino Dong Jin-woo no curta-metragem Mobidic da plataforma móvel da SBS chamado "Mon Chouchou Global House". O drama começará a ser filmado em agosto e estreia em outubro.

## Discografia

### Singles
| Ano  | Título                     | Melhores posições nas paradas | Álbum            |
| Ano  | Título                     | KOR Gaon                      | Álbum            |
| ---- | -------------------------- | ----------------------------- | ---------------- |
| 2019 | "Candle"(Com Park Woo-jin) | 60                            | Non-album single |

### Como produtor / compositor
| Ano  | Música                               | Álbum               | Artista                   | Função                      |
| ---- | ------------------------------------ | ------------------- | ------------------------- | --------------------------- |
| 2017 | "Good Day"                           | UNMIX               | MXM                       | Letras, composição, arranjo |
| 2018 | "Sandglass (Prod. Heize) "           | 1÷x=1 (Undivided)   | Wanna One                 | Letras                      |
| 2018 | "사랑해줬으면 해 (Wish You Love Me)" | More Than Ever      | MXM                       | Letras, composição          |
| 2018 | "Dawn"                               | More Than Ever      | MXM                       | Letras, composição          |
| 2018 | "다시 만나 (See You Again)"          | 30 Girls 6 Concepts | Produce 48 Trainees       | Letras, composição, arranjo |
| 2018 | "기억해줘요 (Remember Me)"           | Non-album single    | Kang Min-hee              | Letras, composição          |
| 2019 | "Candle"                             | Non-album single    | Lee Dae-hwi, Park Woo-jin | Letras, composição          |
| 2019 | "쉼표 (Slow)"                        | Aside               | Yoon Ji-sung              | Letras, composição          |
| 2019 | "Young 20"                           | O'Clock             | Park Ji-hoon              | Letras, composição          |
| 2019 | "Airplane"                           | Heart*Iz            | IZ*ONE                    | Letras, composição          |
| 2019 | "Absolute"                           | B Complete          | AB6IX                     | Letras                      |
| 2019 | "Hollywood"                          | B Complete          | AB6IX                     | Letras, composição, arranjo |
| 2019 | "Breathe"                            | B Complete          | AB6IX                     | Letras, composição          |
| 2019 | "Friend Zone"                        | B Complete          | AB6IX                     | Letras, composição          |
| 2019 | "Light Me Up"                        | B Complete          | AB6IX                     | Letras, composição          |
| 2019 | "Dance For Two"                      | B Complete          | AB6IX                     | Letras, composição          |
| 2019 | "Dream For You"                      | Non-album single    | Produce X 101 Trainees    | Letras, composição          |
| 2019 | "Blind For Love"                     | 6ixense             | AB6IX                     | Letras, composição          |
| 2019 | "민들레꽃 (Dandelion)"               | 6ixense             | AB6IX                     | Letras, composição          |
| 2019 | "Sunset"                             | 6ixense             | AB6IX                     | Letras, composição          |
| 2019 | "Love Air"                           | 6ixense             | AB6IX                     | Letras, composição          |
| 2019 | "Nothing Without You"                | 6ixense             | AB6IX                     | Letras, composição          |

## Filmografia

### Séries de televisão
| Ano  | Título                    | Função       | Rede | Notas           |
| ---- | ------------------------- | ------------ | ---- | --------------- |
| 2019 | Mon Chouchou Global House | Dong Jin-woo | SBS  | Papel principal |

### Programa de televisão
| Ano  | Título               | Rede | Função          | Notas)                                                            | Ref.   |
| ---- | -------------------- | ---- | --------------- | ----------------------------------------------------------------- | ------ |
| 2017 | Produce 101 Season 2 | Mnet | Ele mesmo       | Selecionado no grupo de estreia                                   | [ 2 ]  |
| 2019 | M Countdown          | Mnet | Co-apresentador | Episódio 613 - presente, co-apresentador oficial com Han Hyun-min | [ 26 ] |